# 孤山子站
孤山子站是一个京通线上的铁路车站，位于内蒙古自治区敖汉旗孤山子村，建于1980年，目前为五等站，邮政编码为024306。目前客运：办理旅客乘降；行李、包裹托运；不办理货运营业。